# Khaosokia caricoides
Khaosokia caricoides är en halvgräsart som beskrevs av D.A.Simpson, Chayam. och John Adrian Naicker Parnell. Khaosokia caricoides ingår i släktet Khaosokia och familjen halvgräs. Inga underarter finns listade i Catalogue of Life.